# Salzkofelhütte
Die Salzkofelhütte ist eine Schutzhütte der Sektion Steinnelke des Österreichischen Alpenvereins in der Kreuzeckgruppe.

## Lage
Die Hütte liegt auf einer Höhe von 1987 m ü. A. auf der Pusarnitzer Alm im Gemeindegebiet von Sachsenburg. Hausberg und Namensgeber der Hütte ist der direkt nördlich gelegene Salzkofel. Sie befindet sich am östlichen Ende des Kreuzeck-Höhenwegs, der üblicherweise hier seine erste Station hat.

## Geschichte
Die Salzkofelhütte wurde 1907 erbaut und 1921 von der Sektion Steinnelke des Deutschen und Österreichischen Alpenverein erworben. Sie gehört zu den ältesten Schutzhütten der Alpen, die noch immer baulich nahezu unverändert geblieben sind.

## Wege

### Zustiege
- von der Bergstation der Kreuzeckbahn (1200 m), Gehzeit 2 Stunden
- von Kolbnitz (600 m), Gehzeit 4½ Stunden
- von Möllbrücke (550 m), Gehzeit 5½ Stunden
- von Napplach-Teuchl-Alpenheim (1200 m) ⊙, Gehzeit 6 Stunden
- von Sachsenburg (550 m), Gehzeit 5½ Stunden

### Gipfelbesteigungen
- Salzkofel (2498 m), Gehzeit 1¼ Stunden
- Grakofel (2551 m), Gehzeit 3 Stunden
- Geierspitze (2403 m), Gehzeit 2 Stunden
- Stagor (2288 m), Gehzeit 5 Stunden

### Übergänge
- Feldnerhütte (2182 m), Gehzeit 6 Stunden

## Karte
- Freytag & Berndt-Karte 1:50.000, Blatt Nr. 225, Mölltal – Kreuzeckgruppe – Drautal